# 呂恭
呂恭（777年—813年），又名宗礼，字恭叔，一字敬叔，唐朝河中府（今山西省永济市西）人，郡望东平（今山东省东平县），家于洛阳。吕渭之子，吕温之弟，呂儉、呂讓之兄。
呂恭尚气节，有美才。喜读纵横家之说、孙武吴起兵法之术。唐德宗贞元末年，为山南西道节度使掌书记。入朝为殿中侍御史，因为其兄吕温陷害李吉甫，后来李吉甫再入中书，呂恭出任岭南府判官，在广州去世。